# The Oregon Trail
The Oregon Trail ist ein Edutainment-Computerspiel, das von Don Rawitsch, Bill Heinemann und Paul Dillenberger im Jahr 1971 entwickelt wurde. Vertrieben wurde es ab 1974 von Minnesota Educational Computing Consortium. Grundlage für das Spiel ist der Oregon Trail, eine Siedlerroute über die Rocky Mountains im 19. Jahrhundert.

## Spielinhalt
Das Spiel kann als eine Mischung aus Rollen- und Strategiespiel angesehen werden und stellt den Spieler vor die Aufgabe, einen Pionier-Treck erfolgreich den (historischen) Oregon Trail entlangzuführen.
Auf dieser Route zogen in den 1840er- bis 1860er-Jahren zehntausende Pioniere und Siedler von den Siedlungsgebieten am Missouri River über eine Entfernung von rund 3500 km durch nahezu menschenleeres Gebiet in die fruchtbaren Täler des Pazifischen Nordwestens, insbesondere in das Tal des Willamette River in Oregon. Die Route führte über die Great Plains und an zunächst breiten und flachen, dann immer schmaleren und reißenderen Flüssen hinauf in die Rocky Mountains, deren Hauptkamm in der Regel am South Pass überschritten wurde. Von dort ging es an den Snake River und die Snake River Plain und über die Berge zum Columbia River. Er führte die Trecks nach Portland, wo sich der Weg in die unterschiedlichen Siedlungsgebiete aufspaltete.
Aufgabe des Spielers ist es nun, sich einerseits um die laufende Versorgung des Trecks zu kümmern, damit die Pioniere nicht verhungern oder an Krankheiten sterben; gleichzeitig muss aber auch die Reisegeschwindigkeit so reguliert werden, dass der Treck möglichst vor dem Winter in Oregon ankommt. Eine höhere Geschwindigkeit beansprucht aber nicht nur die Lasttiere und Planwagen stärker, sondern die Reisegruppe benötigt auch Ruhepausen zur Erholung, die wieder Zeit kosten.
Zusätzlich muss sich der Spieler häufig auf Teilstrecken zwischen zwei Routen entscheiden: einer schnelleren, aber riskanteren Route, oder einer ungefährlicheren, die aber zeitaufwendiger ist.
Je nach Version des Spieles dienen unterschiedliche Minispiele dazu, die Jagd auszuspielen; in den ersten Versionen des Spiels geschah dies durch Tippspiele, bei denen Soundwörter möglichst schnell eingegeben werden mussten, in späteren Versionen steuerte man dazu ein Fadenkreuz mit der Maus.
Am Ende des Spiels wird der Punktestand schließlich mithilfe der folgenden Faktoren ermittelt: den am Beginn des Spieles gewählten Beruf, das am Ziel verbliebene Geld, die Anzahl und Gesundheit der überlebenden Pioniere des Trecks sowie der verbliebene Besitz.

## Entwicklungsgeschichte
Die erste Version des Spiels wurde von drei Referendaren am Carleton College in Northfield, Minnesota auf einem Mainframe entwickelt. Die Idee kam von Don Rawitsch, der Geschichte unterrichtete. Paul Dillenberger und Bill Heinemann unterrichteten Mathematik und wurden von ihm überredet, an dem Projekt teilzunehmen. Am 3. Dezember 1971 wurde das Programm im Geschichtsunterricht der Bryant Junior High School zum ersten Mal vorgeführt und danach bis zum Ende des Semesters auf einem Rechner für Schüler zugänglich gemacht. 1974 wurde Rawitsch bei Minnesota Educational Computing Consortium (MECC) eingestellt, durch die das Spiel an Schulen in Minnesota verteilt wurde.
1978 wurde die erste Version des Spiels für den Apple II in Integer BASIC veröffentlicht. Eine Veröffentlichung unter dem Namen Oregon Trail 2 folgte im Juni 1978 durch J.P. O’Malley. 1980 wurde das Spiel auf Elementary Volume 6 von MECC unter dem Namen Oregon mit einfacher Grafik veröffentlicht. 1985 wurde es dann als alleinstehender Titel nochmals veröffentlicht.
Oregon Trail Deluxe, wurde 1992 für DOS veröffentlicht, gefolgt von Oregon Trail II im Jahr 1996, 1997 kam The Oregon Trail 3rd Edition. Die 4. und 5. Edition folgten, vertrieben von The Learning Company (Brøderbund).
Inzwischen wurde das Spiel auch noch auf verschiedenen Handys und tragbaren Konsolen veröffentlicht.
Im Februar 2011 wurde eine offizielle Version des Spiels von Blue Fang für Facebook gestartet.

## Verwandte Spiele
1991 wurde eine Netzwerkversion mit dem Namen Wagon Train 1848 veröffentlicht, bei der jeder Spieler einen eigenen Wagen auf seinem Computer verwaltete. Alle Spieler steuerten zusammen den Treck und konnten die anderen Spieler unterstützen.
MECC veröffentlichte 1994 noch die Spiele The Yukon Trail, The Amazon Trail sowie im Jahr 1997 Africa Trail, welche alle einen ähnlichen Spielaufbau, jedoch eine andere Hintergrundgeschichte haben. The Amazon Trail wurde mit zwei weiteren Teilen fortgesetzt.
2007 veröffentlichte die Firma Thule das Spiel Thule Trail als Werbespiel, welches online spielbar ist. 2008 folgte die Band Fall Out Boy diesem Beispiel.
The Oregon Trail: American Settler! ist ein Lizenzprodukt von Gameloft, welches für mobile Geräte (iOS und Android) entwickelt wurde und die Stadtgründung nach dem Trail zum Thema hat.
2013 veröffentlichte die Firma The Men Who Wear Many Hats das Spiel Organ Trail, welches eine Variante des Spiels während einer Zombieapokalypse darstellt.